# The Batman (pel·lícula)
The Batman és una pel·lícula de superherois estatunidenca basada en el personatge homònim de DC Comics. Produïda per DC Films i distribuïda per Warner Bros. Pictures, és un reinici de la franquícia Batman. El director n'és Matt Reeves amb guió de Peter Craig. La protagonitza Robert Pattinson com a Bruce Wayne / Batman, amb Zoë Kravitz, Paul Dano, Jeffrey Wright, John Turturro, Peter Sarsgaard, Barry Keoghan, Jayme Lawson, Andy Serkis i Colin Farrell completant-ne el repartiment. The Batman està ambientada durant el segon any de lluita contra el crim de Batman i el segueix mentre explora la corrupció de Gotham City i s'enfronta al Riddler, un assassí en sèrie obsessionat amb les endevinalles.
Després de ser seleccionat com a Batman a Batman contra Superman: L'alba de la justícia (2016), Ben Affleck va començar a desenvolupar una pel·lícula de Batman de l'univers estès de DC Comics amb Geoff Johns i va ser encarregar de dirigir-la, escriure-la, produir-la i protagonitzar-la. El gener de 2017 va renunciar a ser-ne director i guionista després de no poder amb la història i per centrar-se a interpretar Batman. Reeves va assumir-ne la direcció i el guió el mes següent i va reorientar la història a un Batman més jove, amb la intenció d'emfatitzar-ne l'aspecte detectivesc. Affleck va desinvolucrar-se'n completament el gener de 2019 i Pattinson va substituir-lo al paper de Batman el mes de maig següent. Les connexions amb l'univers estès de DC Comics es van eliminar. El rodatge va començar a Londres (Anglaterra) el gener de 2020, però es va suspendre el mes de març a causa de la pandèmia per coronavirus. S'espera que la producció torni a començar a principis de setembre.
The Batman estava previst que s'estrenés el 1r d'octubre de 2021. N'hi ha dues seqüeles planejades, mentre que HBO Max n'està desenvolupant una sèrie derivada de preqüela.
Ha estat doblat i subtitulada al català. El 27 d'octubre del 2023 el Govern català va anunciar que HBO Max doblaria el film al català.

## Argument
En el seu segon any lluitant contra el crim, Batman explora la corrupció que afecta Gotham City i com pot estar relacionada amb la seva mateixa família, a més d'entrar en conflicte amb un assassí en sèrie conegut com a Riddler.

## Repartiment
- Robert Pattinson com a Bruce Wayne / Batman:[5] un bilionari membre de l'alta societat i hereu de Wayne Enterprises que es dedica a protegir Gotham City de l'inframon de la delinqüència com a vigilant emmascarat. Batman té uns 30 anys en aquesta pel·lícula i no és ni un superheroi experimentat ni un principiant.[6] Pattinson havia evitat cap gran franquícia des de la saga Crepuscle, volia evitar els paparazzis i trobar els papers avorrits, però va acceptar interpretar Batman perquè va creure que la falta de superpoders del personatge interessant.[7] Va descriure Batman com a imperfecte, a diferència dels personatges tradicionals dels còmics,[8] i va dir que la seva veu estava inspirada en la veu de Willem Dafoe, amb qui havia protagonitzat The Lighthouse.[9] En preparació, Pattinson es va entrenar en jujutsu brasiler amb Rigan Machado[10] i va veure pel·lícules on hi actuen el que Pattinson anomenà «vertaders guerrers del gènere de superherois» com ara Robert Downey Jr., Chris Hemsworth, Chris Evans i Dwayne Johnson.[11] Christian Bale, que va interpretar Batman a la trilogia El cavaller fosc (2005–2012), li va donar suport,[12] i el va encoratjar a «fer-se seu [el personatge]» i a ignorar els crítics.[13] També va rebre consells del director Christopher Nolan, amb qui va treballar a Tenet.[14] Ben Affleck, que va interepretar Batman a les pel·lícules de l'univers estès de DC Comics,[15] havia d'interpretar-ne el paper abans de retirar-se'n el gener de 2019.[16]
- Zoë Kravitz com a Selina Kyle / Catwoman:[17] lladre felina.[18] Kravitz, que havia doblat el personatge prèviament a Batman: La Lego pel·lícula (2017),[19] va ser escollida entre un reguitzell d'actrius com ara Zazie Beetz, Eiza González, Ella Balinska, Ana de Armas i Alicia Vikander.[17][20] Kravitz va dir, en contrast amb Batman, que representa la masculinitat, Catwoman representa la feminitat i que «la feminitat representa poder i crec que un poder diferent al masculí... una mica més complicat, i tou també». Kravitz es va inspirar en Michelle Pfeiffer, que va interpretar-la a El retorn de Batman (1992),[20] i va llegir «Year One» (1987) en preparació.[21]
- Paul Dano com a Edward Nashton / Riddler:[22] delinqüent en ascens que està obsessionat amb les endevinalles.[3][23] AThe Batman, el personatge és representat com a assassí en sèrie, amb paral·lelismes amb l'assassí Zodíac.[4][24][25] Segons Reeves, el Riddler serà l'antagonista principal de la pel·lícula.[26]
- Jeffrey Wright com a James Gordon:[19] aliat de Batman al departament de policia de Gotham City.[19][27] Wright és el primer actor de color en interpretar el personatge.[28]
- John Turturro com a Carmine Falcone: un cap del crim de Gotham City.[29]
- Peter Sarsgaard com a Gil Colson:[30] fiscal de districte de Gotham.[30]
- Barry Keoghan com a Stanley Merkel: oficial del departament de policia de Gotham City.[31]
- Jayme Lawson com a Bella Reál:[30] candidat a l'alcaldia de Gotham.[30][32]
- Andy Serkis com a Alfred Pennyworth:[33] majordom i mentor de Batman.[33]
- Colin Farrell com a Oswald «Oz» Cobblepot / Penguin:[34][30] un cap del crim en ascens.[23] Segons Reeves, la pel·lícula està ambientada en una època en què a Cobblepot no li agrada que li diguin Penguin.[18] Pel paper, Farrell va guanyar pes i va dur maquillatge basat en prostètics.[35]

A més, Gil Perez-Abraham i els germans Charlie i Max Carver en formen part amb papers sense especificar.

## Estrena
The Batman es va estrenar per Warner Bros. Pictures als Estats Units el 1r d'octubre de 2021. Estava previst que s'estrenés el 25 de juny de 2021, però es va posposar a causa de la pandèmia per coronavirus.

## Futur

### Seqüeles potencials
Es pretén que The Batman sigui la primera d'una trilogia cinematogràfica de Batman. El novembre de 2019, Kroll i Brent Lang de Variety van informar que membres clau del repartiment havien signat per reprendre els seus papers en futures pel·lícules de DC Films.

### Sèrie derivada
El juliol de 2020, HBO Max va començar a desenvolupar una sèrie derivada policial processal escrita per Reeves i Terence Winter i centrada en el departament de policia de Gotham City, compartint continuïtat amb la pel·lícula. Reeves i Winter en seran els productors executius, juntament amb Daniel Pipski, Adam Kassan i Dylan Clark. The Hollywood Reporter va informar que no quedava clar si actors com ara Wright i Pattinson sortirien a la sèrie. L'agost de 2020, es va revelar que la sèrie seria una preqüela de la pel·lícula i que estaria ambientada en el primer any de Batman des de la perspectiva d'un policia corrupte de Gotham City i la batalla per la seva ànima.